# Belin-Béliet

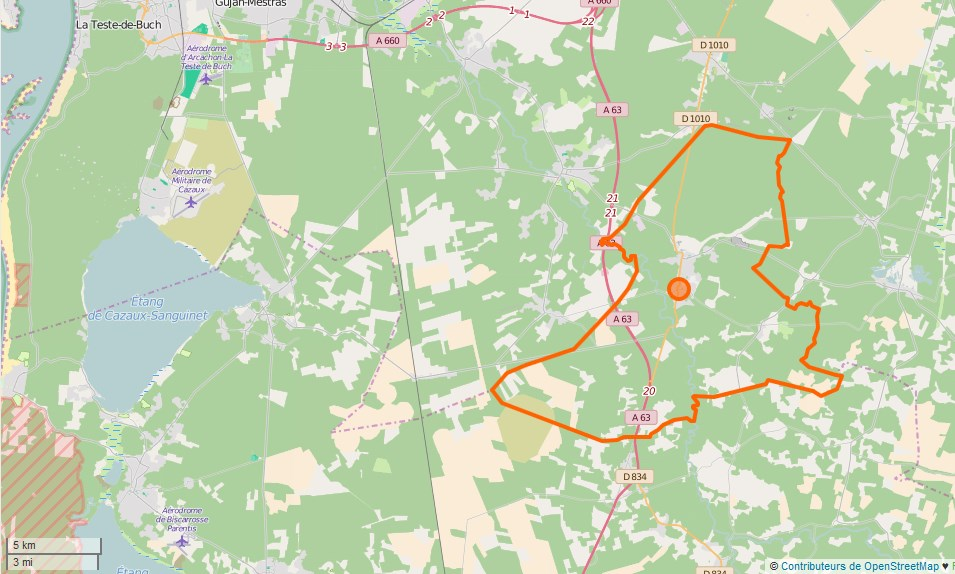
Gemeindegrenzen von Belin-Béliet

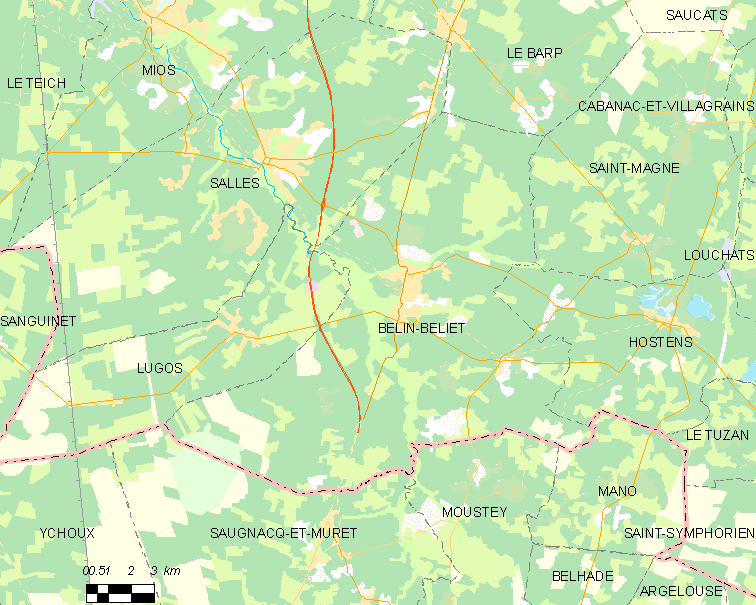
Umgebungskarte von Belin-Béliet

Belin-Béliet ist eine französische Stadt mit 6205 Einwohnern (Stand 1. Januar 2022) im Département Gironde in der Region Nouvelle-Aquitaine. Die Stadt liegt seit 1. Januar 2007 im Arrondissement Arcachon und gehört zum Kanton Les Landes des Graves.

## Geografie
Belin-Béliet liegt etwa 45 Kilometer südlich von Bordeaux im Regionalen Naturpark Landes de Gascogne. Die Stadt wird vom Fluss Eyre durchquert.

## Geschichte
Einer der historischen Jakobswege, die sogenannte Via Turonensis, verläuft durch die Stadt.

## Bevölkerungsentwicklung
| Jahr                       | 1962 | 1968 | 1975 | 1982 | 1990 | 1999 | 2010 | 2017 |
| Einwohner                  | 1714 | 1657 | 2229 | 2439 | 2626 | 2757 | 4379 | 5529 |
| Quellen: Cassini und INSEE |      |      |      |      |      |      |      |      |

## Sehenswürdigkeiten
Die Kirche Saint-Pierre de Mons aus dem 12. Jahrhundert ist seit 1987 als Monument historique eingestuft.
Siehe auch: Liste der Monuments historiques in Belin-Béliet